# Shane Smith
Shane Smith (n. 1970) este un jurnalist și antreprenor canadiano–american. Acesta este co-fondatorul și șeful executiv al companiei media internaționale VICE.

## Scurtă biografie
Smith sa născut în Ottawa, Canada din părinți imigranți de origine irlandeză. El a studiat la Lisgar Collegiate Institute și mai târziu a absolvit Universitatea Carleton, cu o diplomă în economie politică.

## Cariera la VICE
Smith a fondat VICE împreună cu Suroosh Alvi și Gavin McInnes ca revista pentru tineri Voice of Montreal în 1994. După publicarea inițială a articolelor bazate pe cultură alternativă neconvențională, VICE s purces la crearea de conținuturi de știri și domenii de critică socială pe mai multe platforme media la mijlocul anilor 2000. Smith rămâne unul dintre proprietarii companiei, și The New York Times îl descris pe Smith ca „o încrucișare între un punk rocker și Executiv al Fortune 500”.
Ca jurnalist Smith a călătorit în locuri cum ar fi Coreea de Nord, Iran, Liberia și Rusia, pentru crearea serialul de televiziune on-line din 2006, VICE „Ghid de călătorie”.. În aprilie 2013 VICE a început o nouă producție împreună cu HBO, Vice (în română viciu), unde Smith și alți reporteri de știri VICE călătoresc în locuri cum ar fi Afganistan; Kashmir, India; Atena, Grecia, și Spania. Poveștile lor au inclus relatări despre utilizarea armelor cu uraniu sărăcit de armata SUA, războiul stradal între anarhiști și fasciști în timpul revoltelor din Europa. La 13 iunie 2013, HBO a anunțat un al doilea sezon. Locațiile noi vor include Iran și Arabia Saudită, printre.

## Viață personală
Smith locuiește în prezent în Tribeca, New York, împreună cu soția sa, Tamyka, și cele două fiici, Martina și Piper. Forbes estimează averea sa la 400 milioane de dolari.